# Amélie Goulet-Nadon
Amélie Goulet-Nadon, née le 24 janvier 1983 à Laval (Québec), est une patineuse de vitesse sur piste courte canadienne.

## Palmarès
- Jeux olympiques
  - Médaille de bronze sur relais 3000 m aux Jeux olympiques d'hiver de 2002 à Salt Lake City
- Honneurs
  - Médaille d'honneur de l'Assemblée nationale, 2002[1]